# Vatileaks
Vatileaks is de populaire benaming van een schandaal ingevolge het lekken van vertrouwelijke documenten uit het Vaticaan in 2011 en 2012, waarin corrupte transacties aan de kaak werden gesteld. De term "Vatileaks" zou afkomstig zijn van de Vaticaanse perssecretaris Federico Lombardi, die daarbij verwees naar de klokkenluiderssite WikiLeaks.
Sedert 2011 werden een tijd lang interne documenten van het Vaticaan naar de media gelekt. Dit zou aanvankelijk gebeurd zijn door de pauselijke butler Paolo Gabriele (Rome, 19 augustus 1966 - 24 november 2020). In de documenten is sprake van corruptie, wanbeheer en nepotisme. Daarnaast werd kritiek geuit op de werking van de Vaticaanse bank, het Instituut voor Religieuze Werken (IOR).  Bovendien raakte bekend dat er binnen de Romeinse Curie een geheim homoseksueel netwerk actief zou zijn, met als gevolg mogelijke chantage. Een aantal documenten vond zijn weg naar de Italiaanse journalist Gianluigi Nuzzi, die een en ander in 2012 publiceerde in zijn boek Sua Santità. Le carte segrete di Benedetto XVI (Zijn Heiligheid. De geheime briefwisseling van Benedictus XVI).

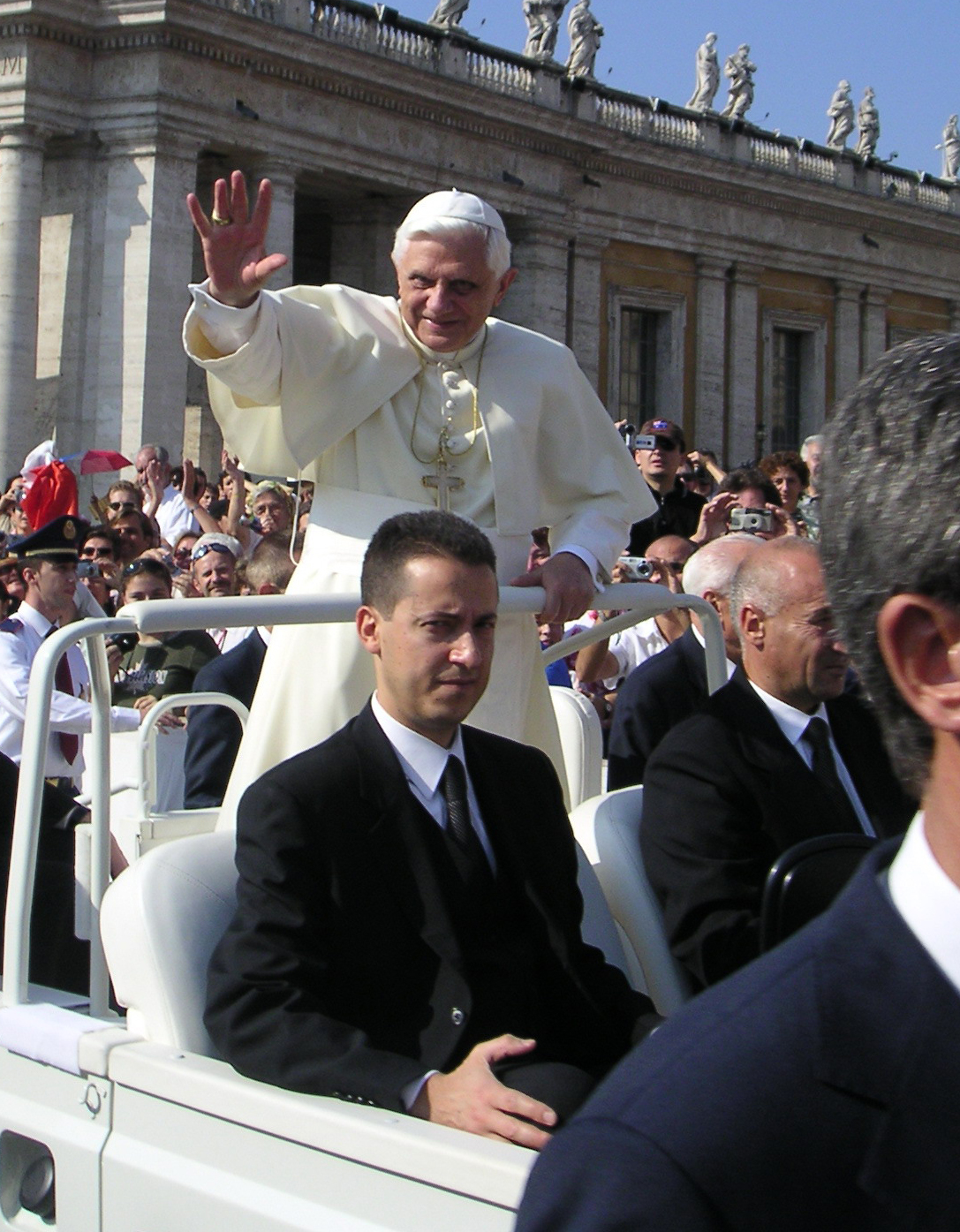
Paolo Gabriele, de pauselijke butler die aan de oorsprong lag van Vatileaks (foto: 2005)

Op 25 mei 2012 werd Paolo Gabriele gearresteerd, later in beschuldiging gesteld en veroordeeld. In december 2012 verleende paus Benedictus hem echter gratie, en werd hij vrijgelaten. Gabriele was echter niet de enige bron van vertrouwelijke documenten.  In een vervolgproces veroordeelde de Vaticaanse rechter Giuseppe Dalla Torre enkele Vaticaanse insiders, maar verklaarde hij geen jurisdictie te hebben over de Italiaanse journalisten Gianluigi Nuzzi en Emiliano Fittipaldi, die bijgevolg werden vrijgesproken.

## Media
Vatileaks vond ruim weerklank in de pers. De affaire kwam ook ter sprake in latere boeken, met name in Merchants in the Temple  van Gianluigi Nuzzi, en in Avarizia van Emiliano Fittipaldi.
In april 2017 kocht de Italiaanse Leone Film Group de filmrechten van Gianluigi Nuzzi’s boeken, met de bedoeling er een televisiereeks over te maken.